# Izumozaki
Izumozaki (出雲崎町?) è una cittadina giapponese della prefettura di Niigata.